# Spathius lissus
Spathius lissus är en stekelart som beskrevs av Nixon 1943. Spathius lissus ingår i släktet Spathius och familjen bracksteklar. Inga underarter finns listade i Catalogue of Life.